# オーガスト・ドヴォラック
オーガスト・ドヴォラック（August Dvorak、1894年5月5日 - 1975年10月9日）は、アメリカ合衆国の教育心理学者であり、ワシントン州シアトルのワシントン大学の教授である。彼と義兄弟のウィリアム・ディーリーは、1930年代にコンピュータのキー配列のDvorak配列を開発したことで最もよく知られている。

## 経歴
1894年にアメリカ合衆国ミネソタ州グレンコーで生まれた。中等教育卒業後、1911年から1915年にかけて小学校教師を務めた後、1916年にミネソタ大学に入学し、1920年に文学学士を取得した。その後、ミネソタ大学附属高校の教師を務めながら研究を進め、1920年9月21日にDr. Hermione Louise Dealey（ウィリアム・ディーリーの妹）と結婚した。子供は三女以上あり。
"A Study of Achievement and Subject Matter in General Science"で、1923年にミネソタ大学（University of Minnesota）で博士号を取得した後、ワシントン大学（University of Washington）に移り、特異児の才能発揮に関する研究をおこなう。1926年にタイプライター教育に関する研究を開始し（同門下で修士論文に取り組んだFordが修士となった1928年、ないし その翌1929年に研究を開始したとの説もある）、1932年にDvorak配列を発表。1933年から1935年にかけてカーネギー財団基金により、タイプライター教育に関する研究をさらに発展させた。1936年、ドヴォラックとディーリーは、Nellie Merrick、Gertrude Fordと共に、"Typewriting Behavior"という本を執筆した。これは、タイピングの心理学と生理学に関する詳細なレポートである。1945年には片手用のタイプライター配列を提案した。その間もDvorak配列を採用するようアメリカ政府に働きかけ、実際に4ヶ月間の試験までおこなわれたが、1956年7月1日にアメリカ政府はDvorak配列の不採用を決定。その後ドヴォラックは、IBM 650などを用いた統計心理学に研究の中心をシフトさせた。

## 軍歴
ドヴォラックは1917年から1918年のパンチョ・ビリャ遠征の際にアメリカ陸軍の砲兵として従軍し、その際に負傷した。その後陸軍を退役して、アメリカ海軍予備役部隊に入隊し、第一次世界大戦まで数学と航海を教えていた。第一次世界大戦では、鹵獲したドイツの民間船でドイツ軍捕虜を帰国させる任務に従事し、1919年に退役した。第二次世界大戦では、海軍でガトー級潜水艦の艦長を務めた。